# Radamés de Jesús
Radamés de Jesús (Cuernavaca, Morelos; 25 de abril de 1972) es un actor y comediante mexicano.

## Biografía
Nació en una familia de artistas. Es nieto de la gran actriz Carmen Montejo e hijo de la también actriz María Montejo. Debutó como actor en la telenovela Luz y sombra. A esta le siguió la telenovela Mágica juventud donde compartió créditos con su madre y su abuela. Es un reconocido actor de televisión, participó en las telenovelas Volver a empezar, El niño que vino del mar, La casa en la playa, El noveno mandamiento y Entre el amor y el odio entre otras.
También participó en programas de comedia como Al derecho y al derbez o de drama como Mujer, casos de la vida real. En 2008 se desempeñó como conductor del exitoso programa Guerra de chistes de la cadena Telehit donde interactuaba con Juan Carlos Casasola, Juan Carlos Nava y Yered Licona "La Wanders Lover", con esta última mantuvo una relación sentimental hasta el 2013, año en el que se separaron.
Volvió a las telenovelas el 2010 interpretando a Domingo en la telenovela Triunfo del amor. 
En 2014 volvió a Guerra de chistes, pero recientemente abandonó el programa para iniciar un nuevo proyecto junto a Yered Licona, su expareja.

## Filmografía

### Telenovelas
- Triunfo del amor (2010-2011) .... Domingo
- Fuego en la sangre (2008) .... Eladio
- Alegrijes y rebujos (2003) .... Veterinario
- Clase 406 (2002-2003) .... Valentino
- Entre el amor y el odio (2002) .... Marcelino
- El noveno mandamiento (2001) .... Ramón
- La casa en la playa (2000) .... Tencho
- El niño que vino del mar (1999)
- Una luz en el camino (1998) .... Darío
- Salud, dinero y amor (1997-1998) .... Giorgo
- Marisol (1996) .... Tootie
- Volver a empezar (1994-1995) .... Paul
- Mágica juventud (1992-1993) .... Carlos
- Luz y sombra (1989)

### Películas
- Desbocados (2008) - Abilio
- La Hiena Humana (1995).
- Pandilleras: Chavas Banda (1994).
- Pandilleros: Olor a muerte 2 (1992) - Cheto

### Comedia
- Guerra de chistes (2008-2010, 2014)

### Series de TV
- Adictos (2009)
- Diseñador de ambos sexos Capítulo 42: Lola… Drone (2001) .... Instructor de Karate
- Derbez en cuando (1998)
- Mujer casos de la vida real Varios episodios:

### Teatro
- Que rico mambo
- El diario de un loco
- Table dance
- Vaselina al revés
- José el soñador

## Premios y nominaciones

### Premios TVyNovelas
| Año  | Categoría         | Telenovela       | Resultado |
| ---- | ----------------- | ---------------- | --------- |
| 1995 | Mejor actor joven | Volver a empezar | Nominado  |